# Hanging Out Yonkers
Pour plus de détails, voir Fiche technique et Distribution.
Hanging Out Yonkers est un documentaire belgo-américain réalisé par Chantal Akerman, resté inachevé.

## Synopsis
Film de commande sur la réinsertion des toxicomanes et des jeunes délinquants.

## Fiche technique
- Titre original : Hanging Out Yonkers
- Réalisation : Chantal Akerman
- Scénario : Chantal Akerman
- Photographie : Babette Mangolte
- Production : Chantal Akerman
- Pays d'origine :  États-Unis,  Belgique
- Langue originale : anglais
- Format : couleur — 16 mm — son Mono
- Genre : Documentaire
- Durée : 27 minutes (film inachevé, il ne reste que des rushes)